# Carl Schenstrøm
Carl Schenstrøm (13 de noviembre de 1881 – 10 de abril de 1942) fue un actor teatral y cinematográfico danés. Fue conocido por su trabajó con Harald Madsen en el dúo cómico Fy og Bi.

## Biografía
Nacido en Copenhague, Dinamarca, en el seno de una familia de artesanos, aprendió la profesión de encuadernador. Su familia emigró en 1890 a los Estados Unidos, pero volvió tres años después. Tras un aprendizaje como actor, Carl Schenstrøm actuó en el teatro de Copenhague, consiguiendo pronto trabajo, aunque con un bajo salario.
Gracias a sus colegas supo que se buscaban actores para llevar a cabo papeles de reparto en el cine. Así, en 1910 actuó en Peder Tordenskjold. Este papel fue un éxito para Schenstrøm, que le valió ser contratado por Nordisk Film ese mismo año. Sin embargo, sus primeras actuaciones se limitaban a papeles de reparto, para las cuales hubo de sacrificar parte de su trabajo teatral. Entre sus primeras producciones cinematográficas figuran la cinta de August Blom Atlantis (1913) y la de Holger-Madsen Mod lyset (1919), protagonizada por Asta Nielsen.
En 1913 el director Lau Lauritzen Sr. descubrió el talento de Schenstrøm como comediante y le dio papeles en varias de sus comedias. Pasados unos años ambos pasaron a la compañía Palladium. En 1921 se rodó la primera cinta de la pareja cómica Fyrtaarnet und Bivognen, Film, flirt og forlovelse. Lauritzen fue el director, Carl Schenstrøm encarnó a Fyrtaarnet, y Bivognen fue interpretado por Harald Madsen. Las historias de la pareja de vagabundos fueron un éxito internacional en los años 1920 y 1930. Schenstrøm se centró casi exclusivamente en dicho papel. La última película en la que participó fue I de gode, gamle dage, rodada en 1940.
Carl Schenstrøm falleció en Copenhague, Dinamarca, en el año 1942.

## Filmografía (selección)
- 1909 : Barnet som Velgører
- 1910 : Samvittighedens Stemme
- 1910 : Peder Tordenskjold
- 1910 : Blind Alarm
- 1910 : Lattermaskinen
- 1910 : Dirkens Mester
- 1910 : Meyer og Frue paa Lystrejse
- 1910 : Revolveren
- 1911 : Mormonens offer
- 1911 : Hotelmysterierne
- 1911 : Den hvide slavehandel II
- 1911 : Zigeunersken
- 1911 : Den sorte hætte
- 1912 : Mellem Storbyens Artister
- 1912 : En moders kaerlighed
- 1912 : Historien om en moder
- 1912 : En Hjemkomst
- 1912 : Brilliantstjernen
- 1912 : Vampyrdanserinden
- 1913 : Chatollets hemmelighed
- 1913 : Kæmpedamens bortførelse
- 1913 : Bøffen og bananen
- 1913 : Prins for en dag
- 1913 : Døvstummelegatet
- 1913 : Strejken paa den gamle Fabrik
- 1913 : Frederik Buch som Soldat
- 1914 : De besejrede Pebersvende
- 1914 : Den kulørte slavehandler
- 1914 : Uden Fædreland
- 1914 : Herberg for Hjemløse
- 1914 : Amors Krogveje
- 1914 : Detektivens barnepige
- 1914 : Endelig alene
- 1914 : Skyldig? – Ikke skyldig?
- 1914 : Min Ven Levy
- 1914 : Helvedesmaskinen
- 1914 : Inderpigen
- 1914 : Fangens Søn
- 1914 : Tugthusfange No. 97
- 1914 : Stop Tyven
- 1914 : Millionærdrengen
- 1914 : I kammerherrens klæder
- 1914 : Jens Daglykke
- 1914 : Elskovsleg
- 1914 : Bytte Roller
- 1914 : Skorstensfejeren kommer i morgen
- 1915 : En Kone søges
- 1915 : Susanne paa Eventyr
- 1915 : En Vandgang
- 1915 : Kampen om barnet
- 1915 : Kong Bukseløs
- 1915 : En slem dreng
- 1915 : Den gale Digter
- 1915 : Familien Pille som Spejdere
- 1915 : Det blaa vidunder
- 1915 : En virkelig Helt
- 1915 : Guldkalven
- 1915 : Hr. Petersens Debut
- 1915 : Trold kan tæmmes
- 1915 : Evangeliemandens liv
- 1915 : De Nygifte
- 1915 : Den tapre Svigermor
- 1916 : Den værdifulde Husassistent
- 1916 : Don Juans Overmand
- 1916 : Filmens Datter
- 1916 : En munter Klinik
- 1916 : Digteren og Basunblæseren
- 1916 : Gammel Ost og Blomsterduft
- 1916 : Det Bertillonske System
- 1916 : Værelse Nr. 17
- 1916 : En dejlig Dag
- 1916 : Gar el Hama IV
- 1916 : Den hvide djævel
- 1916 : Midnatssolen
- 1916 : Paraplyen
- 1916 : En landlig Uskyldighed
- 1916 : Trolden i Æsken
- 1917 : En tro og villig Pige
- 1917 : Et fremmeligt Barn
- 1917 : Ung og forelsket
- 1917 : Diskenspringeren
- 1917 : Askepot
- 1917 : Hjertetyven
- 1918 : Bunkebryllup
- 1918 : Mästerkatten i stövlar
- 1918 : Hjerteknuseren
- 1918 : En moderne Landevejsridder
- 1918 : En uheldig Tyveknægt
- 1918 : Hendes stille Sværmeri
- 1918 : Damernes Ridder
- 1918 : Tøffelheltens Fødselsdag
- 1918 : Hatten med Skatten
- 1918 : Ansigtet i Floden
- 1918 : Hun skriver paa Maskine
- 1918 : Danse-Galskab
- 1918 : Da Tøffelhelten generalstrejkede
- 1918 : Hans lille Dengse
- 1918 : Reservestatisten
- 1919 : Har været med et Brev i Postkassen
- 1919 : Nalles Børnehave
- 1919 : Med og uden Kone
- 1919 : Mesterhypnotisøren
- 1919 : Nellys Riddere
- 1919 : Byens Herkules
- 1919 : Hvorledes jeg kom til Filmen
- 1919 : Mod lyset
- 1919 : Et nydeligt Trekløver
- 1919 : Han vil til Filmen
- 1919 : Manden der gøer
- 1919 : Kærlighed overvinder Alt
- 1919 : Krigsmillionæren
- 1919 : Hans store Chance
- 1919 : Den Sømand han maa lide
- 1919 : Skruebrækkeren
- 1919 : Den store Gevinst
- 1919 : Brændt a’
- 1919 : De keder sig paa Landet
- 1919 : En kriminel Historie
- 1919 : Han spiller Fodbold
- 1919 : Hendes mands forlovede
- 1919 : Kærlighed og Lotteri
- 1919 : Mælkemandens Hest
- 1919 : Væddeløberen
- 1920 : De nygifte
- 1920 : En hustru till låns
- 1920 : Den fattige Millionær
- 1920 : Gudernes yndling
- 1920 : Den lille Don Juan
- 1920 : Det levende Hittegods
- 1920 : Hun fik ham ikke
- 1920 : Den standhaftige Spillemand
- 1920 : Jeg elsker Dem, Tusnelda
- 1920 : Atlantas Knaldsucces
- 1921 : Film, flirt og forlovelse
- 1921 : Vor fælles Ven
- 1921 : Hans Ungdomsbrud
- 1921 : Skaf mig en Kæreste
- 1921 : Ungkarleliv
- 1921 : Landsvägsriddare
- 1921 : Silkesstrumpan
- 1921 : Landliggeridyl – Vandgang
- 1922 : Hans Kones Mand
- 1922 : Han, hun og Hamlet
- 1922 : Sol, sommer og studiner
- 1923 : Vore venners vinter
- 1923 : Daarskab, dyd og driverter
- 1923 : Kan Kærlighed kureres?
- 1923 : Blandt byens børn
- 1923 : Mellem muntre musikanter
- 1924 : Ole Opfinders offer
- 1924 : Raske Riviera Rejsende
- 1924 : Lille Lise let-paa-taa
- 1924 : Professor Petersens Plejebørn
- 1925 : Grønkøbings glade gavtyve
- 1925 : Vagabonder i Wien
- 1925 : Polis Paulus' påskasmäll
- 1925 : Takt, tone og tosser
- 1926 : Schwiegersöhne
- 1926 : Don Quixote
- 1926 : Lykkehjulet
- 1926 : Ebberöds bank
- 1926 : Ulvejægerne
- 1926 : Dødsbokseren
- 1927 : Tordenstenene
- 1927 : Vester Vov-Vov
- 1928 : Filmens helte
- 1928 : Kongen af Pelikanien
- 1928 : Kraft og skønhed
- 1928 : Cocktails
- 1929 : The Rocket Bus
- 1929 : Kys, klap og kommers
- 1929 : Hallo! Afrika forude!
- 1929 : Højt paa en kvist
- 1930 : Hr. Tell og Søn
- 1930 : 1000 Worte deutsch
- 1930 : Pas paa pigerne
- 1931 : Fy og Bi i Kantonnement
- 1931 : Krudt med knald
- 1932 : Lumpenkavaliere
- 1932 : Han, hun og Hamlet
- 1933 : Med fuld musik
- 1935 : Zirkus Saran
- 1936 : Mädchenräuber
- 1936 : Blinde Passagiere
- 1937 : Bleka greven
- 1937 : Pat und Patachon im Paradies
- 1938 : Midt i byens hjerte
- 1940 : I de gode, gamle dage